# گاوزبان اروپایی (سرده)
گاوزبان اروپایی (نام علمی: Borago) نام یک جنس یا سرده از تیرهٔ گاوزبانیان است.